# Le Parnasse (Nîmes)
Pour les articles homonymes, voir Parnasse.
Le Parnasse est une salle omnisports située à Nîmes, dans le département du Gard en région Occitanie. Elle est notamment utilisée par le club de handball de l'USAM Nîmes Gard ainsi que l'Handball Cercle Nîmes jusqu'à sa disparation en 2016.
3 391 places assises sont disponibles. La salle est extensible de 800 places debout.

## Situation et accès
Le Parnasse se trouve en périphérie sud de la ville de Nîmes, près du parc des expositions et du stade des Costières.
La salle est située à 5 minutes de l'autoroute A9 (Paris, Espagne) et de l'autoroute A54 (Marseille, Italie). La salle est également située à environ 15 minutes de la gare de Nîmes (en train Paris est à 2h55 de Nîmes) et à environ 20 minutes de l'aéroport de Nîmes-Garons (Londres, Liverpool)
Elle est desservie par la ligne de bus 7(arrêt Costières-Parnasse) et par la ligne de trambus T1 (arrêt Costières-Parnasse) du réseau de transports en commun TANGO.

## Histoire
Le Parnasse a été construit pour les Jeux méditerranéens de 1993 organisés par le Languedoc-Roussillon ; le palais a alors accueilli les épreuves de gymnastique et de handball de cette compétition internationale.
Il a également accueilli les championnats du monde d'escrime en 2001 ou de tir à l'arc en salle en 2003 et 2014. En dehors de ces événements ponctuels, le Parnasse est principalement utilisé pour le handball puisqu'il accueille l'USAM Nîmes Gard et, jusqu'à sa disparition en 2016, du Handball Cercle Nîmes. Depuis, le Bouillargues Handball Nîmes Métropole y dispute quelques matchs.

## Équipements
Trois tribunes sont disponibles dans le gymnase. Dans la tribune ouest, 1400 personnes et 46 handicapés peuvent s'asseoir. Dans la tribune est (la principale) se trouvent 1 018 places assises, 36 pour les handicapés, 96 places V.I.P. et 48 pour la presse. Dans la tribune nord, 671 places sont disponibles.
En 2022, une rénovation est prévue mais retardée,.

## Galerie

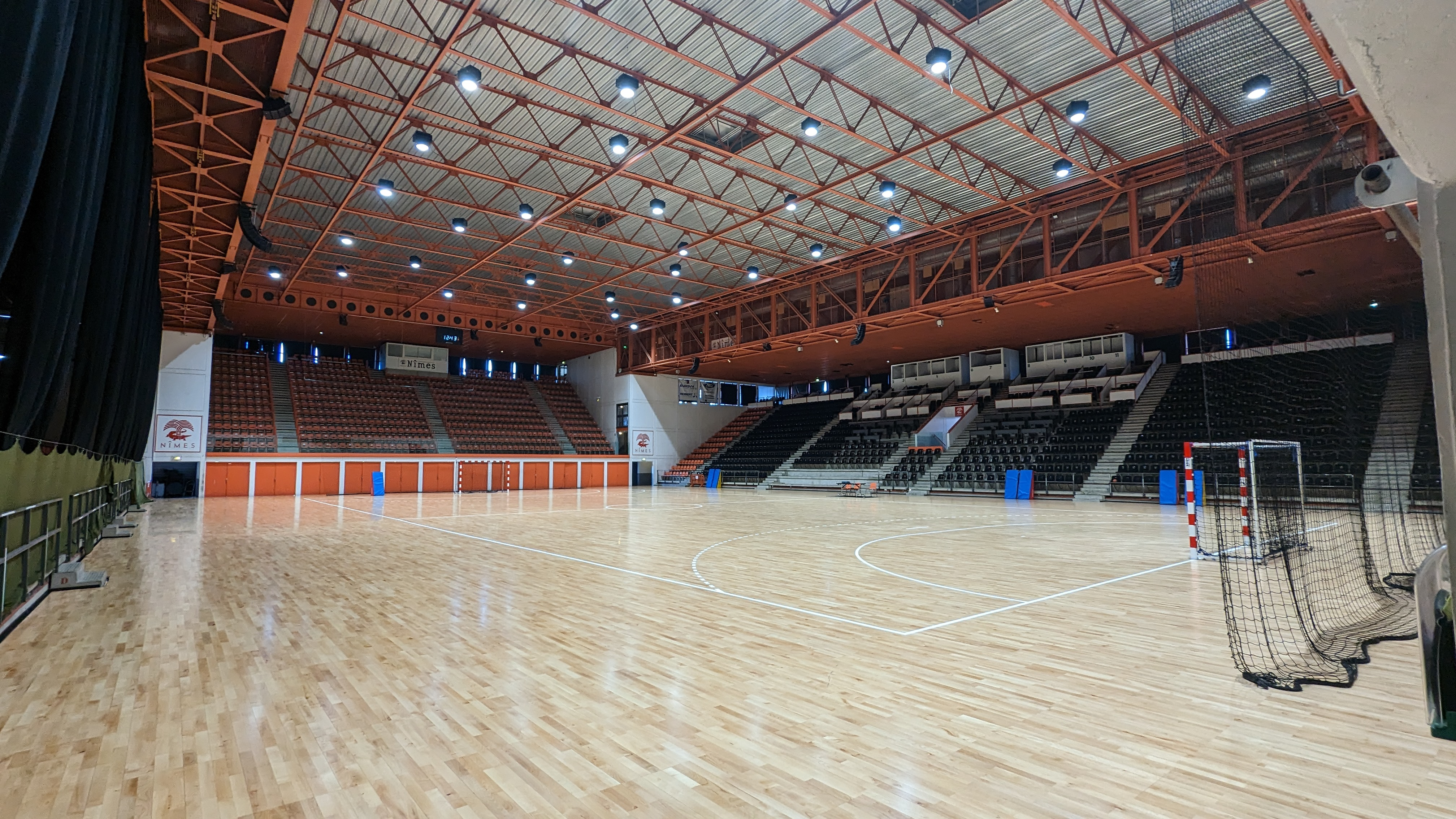
Tribunes de la salle
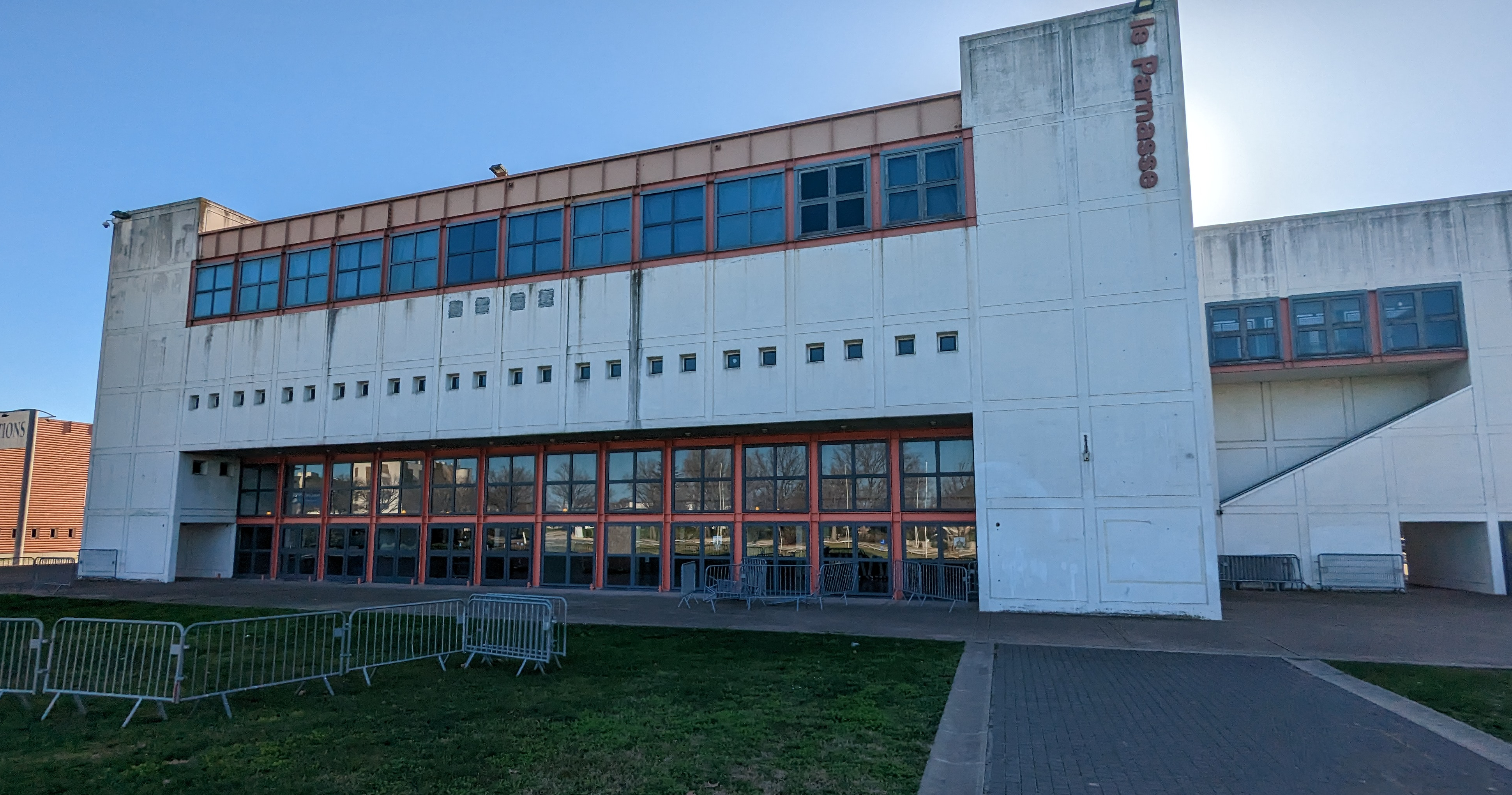
Façade d'entrée de la salle